# Poljana (Mukatschewo)
Poljana (ukrainisch und russisch Поляна; slowakisch Poľana, ungarisch Polena) ist ein Ort in der Oblast Transkarpatien in der westlichen Ukraine.

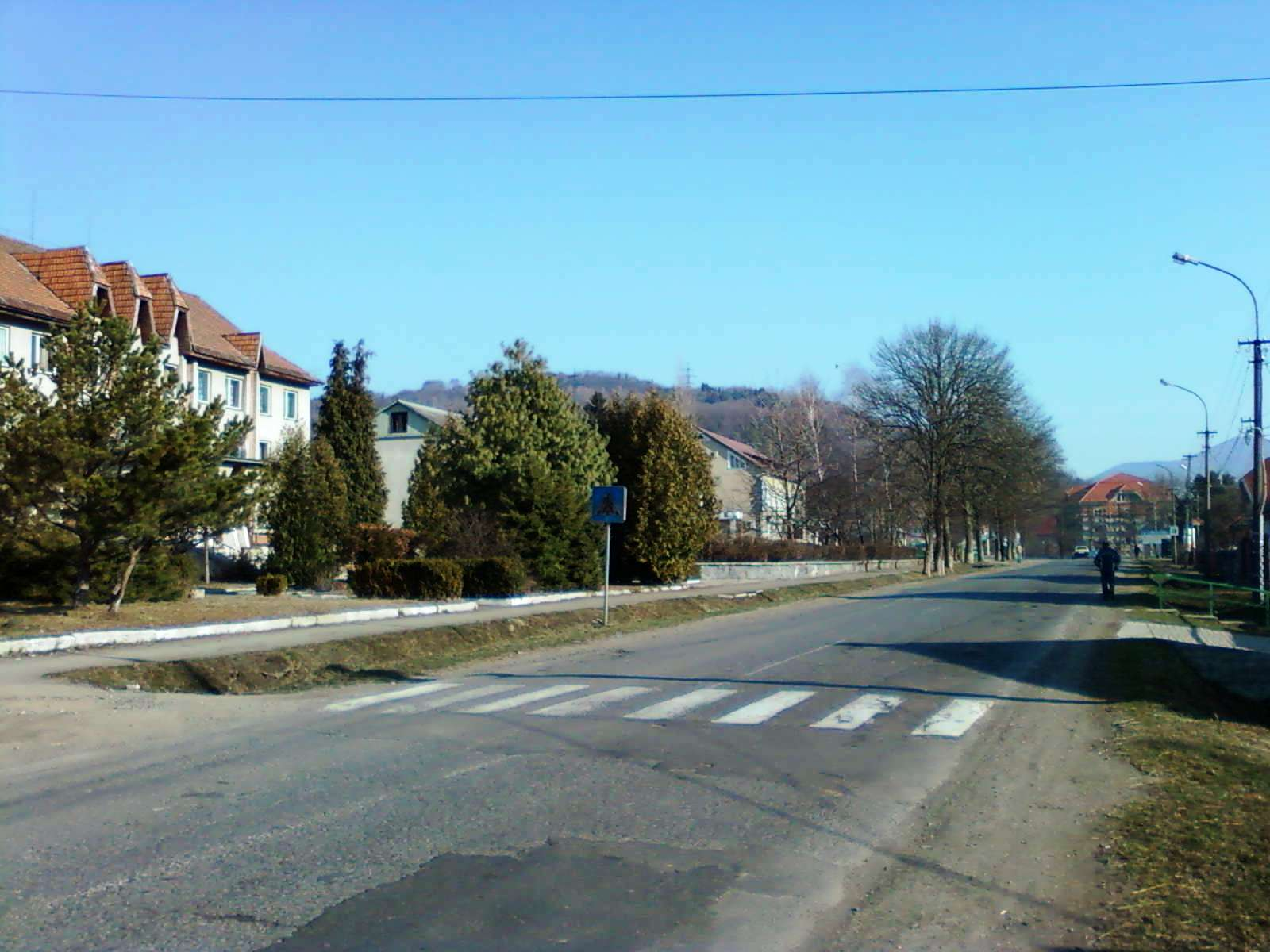
Blick auf die Hauptstraße im Ort

Der Ort wurde 1180 zum ersten schriftlich erwähnt und liegt im Tal der Pynja am Fuße der Karpaten.
Bis 1919 gehörte der Ort zum Kaiserreich Österreich-Ungarn beziehungsweise Ungarn, danach als Teil der Karpato-Ukraine zur Tschechoslowakei. Mit der Annektierung kam er 1939–1945 wieder zu Ungarn, ab 1945 ist der Ort ein Teil der Sowjetunion beziehungsweise seit 1991 Teil der Ukraine.
Von 1971 bis 1995 hatte der Ort den Status einer Siedlung städtischen Typs, dieser wurde aber am 29. August 1995 wieder aberkannt.
Am 13. September 2016 wurde das Dorf zum Zentrum der neugegründeten Landgemeinde Poljana (Полянська сільська громада/Poljanska silska hromada), zu dieser zählen auch noch die 8 Dörfer Jakiwske (Яківське), Olenjowo, Pawlowo (Павлово), Ploske (Плоске), Ploskyj Potik (Плоский Потік), Rodynkiwka (Родниківка), Rodynkowa Huta (Родникова Гута) und Uklyn (Уклин), bis dahin bildete es zusammen mit dem Dorf Uklyn die Landratsgemeinde Poljana (Полянська сільська рада/Poljanska silska rada).
Am 12. Juni 2020 kamen noch 4 weitere Dörfer hinzu, gleichzeitig wurde der bis dahin im Rajon Swaljawa liegende Ort ein Teil des Rajons Mukatschewo.
Folgende Orte sind neben dem Hauptort Poljana Teil der Gemeinde:
| Name                     | Name           | Name                            | Name                | Name                        | Name    |
| ukrainisch transkribiert | ukrainisch     | russisch                        | slowakisch          | ungarisch                   | deutsch |
| ------------------------ | -------------- | ------------------------------- | ------------------- | --------------------------- | ------- |
| Holubyne                 | Голубине       | Голубиное (Golubinoje)          | Holubinné, Holubina | Galambos, Holubina          | -       |
| Jakiwske                 | Яківське       | Яковское (Jakowskoje)           | Ďakovský, Jakuský   | Jakuszki                    | -       |
| Olenjowo                 | Оленьово       | Оленёво                         | Oleňovo             | Szarvaskút, Olenyova        | -       |
| Passika                  | Пасіка         | Пасека (Passeka)                | Paseka, Pasika      | Kishidvég, Paszika          | -       |
| Pawlowo                  | Павлово        | Павлово                         | Pavlovo             | Kispálos, Paulova           | -       |
| Ploske                   | Плоске         | Плоское (Ploskoje)              | Ploské, Ploskij     | Dombostelek, Ploszkó        | -       |
| Ploskyj Potik            | Плоский Потік  | Плоский Поток (Ploski Potok)    | Potok               | Pataktanya                  | -       |
| Rodnykiwka               | Родниківка     | Родниковка (Rodnikowka)         | Izvor               | Beregforrás, Izvor          | -       |
| Rodnykowa Huta           | Родникова Гута | Родникова Гута (Rodnikowa Guta) | Izvorská Huta       | Forráshuta, Izvorhuta       | -       |
| Solotschyn               | Солочин        | Солочин (Solotschin)            | Soločín             | Királyfiszállás, Szolocsina | -       |
| Suskowo                  | Сусково        | Сусково                         | Suskovo             | Bányafalu, Szuszkó          | -       |
| Uklyn                    | Уклин          | Уклин (Uklin)                   | Uklín, Uklina       | Aklos, Uklina               | -       |